# رافائل آمایا
رافائل آمایا (انگلیسی: Rafael Amaya؛ زادهٔ ۲۸ فوریهٔ ۱۹۷۷) بازیگر اهل مکزیک است. وی از سال ۲۰۰۰ میلادی تاکنون مشغول فعالیت بوده‌است. او بیشتر به خاطر شخصیت اورلیو کاسیاس در سریال Telemundo El Señor de los Cielos و همچنین بازی در سریال بیمارستان مرکزی شناخته شده است.